# 天哲
天哲（日語：和田 哲史，1973年1月20日—）出生于东京都，是活跃在亚洲，北美，欧洲的演员。所属经纪公司为CAJ。

## 经历
出生于东京都文京区本乡。
18岁只身赴美，在纽约私立大学Baruch校区取得国际商务学士学位。
毕业后，进入唐纳卡兰在纽约的总公司，从事市场营销工作。
在学期间，曾担任为Aerosmith, Lenny Kravitz，Sting，Alicia Keys等提供服装的纽约知名皮革厂商的广告模特以及市场调研工作。
由于其出色的表现，随后被纽约的知名模特经纪公司—Q model发现并纳入旗下，成为其首位日本模特。
起初，本人对模特工作并无兴趣，继续其在唐纳卡兰的工作，然而凭借其特有的亚洲人魅力以及聪慧的性格，跃身为知名模特，随后便辞去了其在唐纳卡兰的工作。
随后，作为日本首位男模出现在VOGUE FRANCE杂志，且与著名超模Daria Werbowy的接吻照成为热议的话题。
作为日本的时尚模特，有着非常高的知名度，曾与很多世界著名的摄影师合作，比如迈克尔汤普森，Terry Richardson，马库斯库林克，格雷格洛塔斯等。
同时，作为演员在北美参演了很多电影以及电视剧的拍摄，其主演的电影曾在2012年纽约亚洲电影节公映。
2012年开始，其在亚洲的事业活动开始展开。
在日本的电影拍摄结束后，作为台湾偶像剧《流氓蛋糕店》的主演之一，在台湾参加了为其6个月的拍摄。（《流氓蛋糕店》预计在2014年在以台湾和日本为首的亚洲地区播出）
在广告方面，为 SONY , HP, MOTOROLA, SK-II, L'Oréal, SUBARU, Evian, Bacardí, KOOL香烟，UNIQLO，GAP等多个全球品牌代言。特别是在UNIQLO进入欧美市场的起初4年中，一直作为其品牌代言人。
目前，开始接拍一些亚洲品牌的广告，2013年～开始担任diane洗发水系列的代言人，与吉高由里子一起出演产品广告。

## 簡介
- 英语，日语，西班牙语流利，以出演《流氓蛋糕店》为契机，开始学习中文。
- 由于长期在国外生活，且身材出众，经常被误认为是混血或是外国人，其实是100%的日本人。喜欢在世界各地，接触不同的人，体验不同的风土文化。
- 和陌生人见面前，经常会被认为[很凶]，但是见面后，对方总是会以外地说[见面后的感觉很不一样，你很有意思]。本人解释说，[在海外从事时尚类的模特工作，经常会被要求眼神要犀利，表现要酷一些等，所以看我照片的人都会觉得我不好接触]
- 喜欢用文字表达自己生活的点点滴滴。每逢亲友或家人生日的时候，一定会亲笔赠言祝福。且，通过博客记录自己的生活工作。
- 还是上小学的时候，对雅马哈的摩托车已经驾轻就熟。回日本的时候，也把曾经在纽约一直陪伴在自己身边的美国产本田的旧摩托车带了回来，直到现在也是形影不离。正如本人所说，[摩托车是男人追求浪漫一生的挚友]
- 与纽约的知名皮革匠人anton是挚友，每天在制作室学习时尚相关的知识。应anton之邀，开始从事模特工作。
- 敬仰李小龙的生存之道。以合气道为首，还学习了中国武术。坚持每天锻炼身体，不知不觉，俯卧撑一天竟然可以做1200次以上。

## 演出

### 電影
- 2005 Winter Butterfly
- 2006 One Night with You
- 2008 Dungeon
- 2008 Tenure of Edmond Fontier
- 2010 Sex and the City II
- 2010 Wall Street II
- 2011 Into the New World
- 2012 Premium Rush
- 2014 Fuja

### 電視劇
- 2008 BLOODY MONDAY 飾演 出門丈一 (Japan)（台灣緯來日本台）
- 2010 Royal Plains (USA)
- 2011 Lights Out (USA)
- 2014 流氓蛋糕店 饰演 謝澤 （2014年1月，八大電視台）

### 广播
- ON THE PLANET (2015年4月～）周一节目主持人(JAPAN FM NETWORK)

### 广告
- UNIQLO (Japan, Korea)
- SUBARU Legacy (USA)
- Evian Minera water (Worldwide)
- Moist Diane series (Japan)
- Laundrin (Japan)

### 雑誌
- L'Oreal (USA, Canada, Europe)
- SK-II (Worldwide)
- SONY Cybershot (USA)
- UNIQLO (Japan、Korean、USA、England)
- GAP (Japan、USA、Europe)
- PUMA (Germany)
- NOKIA (USA)
- MOTOROLA RAZR V3 (USA)
- Bacardi Rum (USA)
- KOOL Cigarettes (USA)
- KANE Cigarettes (Spain)
- BABY PHAT by Kimora Lee Simmons (USA)
- HOUSE OF DEREON by Beyonce (USA)
- BAVERIA Beer (Netherlands)
- VOGUE (France、USA)

Becomes the first Japanese male model to be featured in French Vogue. Madonna was on the cover of the issue. He was photographed kissing Canadian supermodel Daria Werbowy (photographer: Terry Richardson).
- GQ (USA, Taiwan)
- i-D (United Kingdom)
- TRACE(New York)
- SURFACE (New York)
- ROLLING STONE (1000th Special Collectors Issue)
- GLAMOUR (United Kingdom)
- FLAIR (Italia)
- COMPLOT (Venezuela)
- AUGUST MEN (Singapore)
- Tarzan（日语：ターザン (雑誌)） (Japan)
- SUPER TOKYO（日语：SUPER TOKYO） by Leslie Kee etc

### Runway
- Imitation of Christ (New York)
- Matrix L'Oreal (New York)
- Yellow Rat Bastard (New York)
- Romain Kapadia (New York)
- Anton (New York)
- Dr. Martens (New York)
- Pierrot (New York)
- Yoko Devereaux (New York)
- Elisa Jimenez (New York)  etc

## 所属
1991年单身赴美，1997年搬到纽约生活，2012年回到东京。
所属经纪公司：Q model NY＆LA (2001-11)、CAJ(2012-2018)

## 外部連結
- Tet Wada official website （页面存档备份，存于）
- 和田 哲史日本Ameba BLOG （页面存档备份，存于）
- Tet Wada在互联网电影资料库（IMDb）上的資料（英文）